# Eduardo Ladislao Holmberg

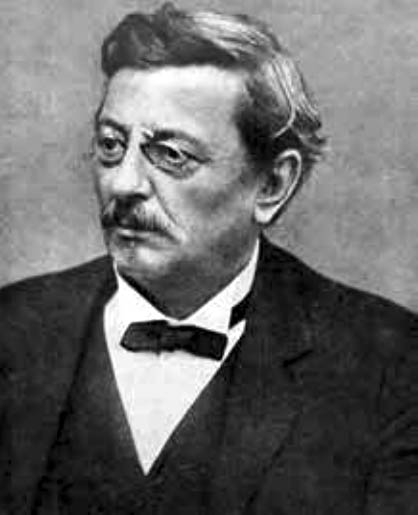
Fotografia de Eduardo Ladislao Holmberg

Eduardo Ladislao Holmberg (Buenos Aires, 27 de junho de 1852 – Buenos Aires, 4 de novembro de 1937 ) foi um botânico, geólogo, zoólogo e escritor argentino. Era filho do botânico Eduardo Wenceslao Holmberg e neto do Barão de Holmberg que acompanhou o general Dr. Manuel Belgrano em suas campanhas, introduzindo na argentina o cultivo da camélia, tornando-se uma das principais figuras das ciências naturais do país compendiando pela primeira vez a biodiversidade de seu território. Além disso foi um prolífico literato.

## Juventude
Procedente de família burguesa e de origem européia, Holmberg dominava o inglês, o francês e o alemão já quando se inscreveu na Faculdade de Medicina da Universidade de Buenos Aires. Já havia criado um estreito contato com os jardins e a bem nutrida bibliografia de seu pai, entrando precocemente no mundo da botânica e entomologia. Aprendeu rapidamente um elegante latim, necessário nos estudos científicos na época.
Se doutorou em 1880, com uma tese sobre O Fosfeno, porém jamais exerceria a profissão de médico. Embora pese o escasso prestígio da ciência natural na época, dedicou-se anteriormente ao estudo da flora e da fauna patagônica, que documentou em sua Viajes por la Patagonia, de 1872. A partir de 1874 se dedicou ao estudo dos Aracnídeos, publicando na década seguinte numerosos estudos sobre estes artrópodos, fundando o estudo acadêmico da disciplina no país. Nesse mesmo ano contraiu matrimônio com Magdalena Jorge, uma jovem da elite de Buenos Aires. Publicou nos Anales de la Agricultura Argentina e no Periódico Zoológico, duas das publicações científicas mais importantes da época, descrevendo espécies e pesquisando o efeito de sua presença na atividade agrícola.
Em 1877, complementou sua viagem à Patagônia com uma expedição ao norte percorrendo o Chaco, o altiplano andino e a Cuyo. As descrições botânicas e zoológicas que recolheu nesta viagem foram publicadas resumidamente no Boletín del Consejo de Educación, e logo desembocaram em estudos editados através da Academia de Ciências de Córdoba nos Anales de la Sociedad Científica Argentina, na revista da Sociedade  Geográfica Argentina, e num livro de título Mamíferos y aves de Salta.
Em 1878, junto com o entomólogo Enrique Lynch Arribálzaga, fundou a primeira revista dedicada exclusivamente á botânica na Argentina, El Naturalista Argentino; só um número foi publicado, porém a qualidade do material levou a que numerosas instituições científicas de todo o mundo, entre elas o British Museum, requisitassem exemplares. A experiência traduziu logo em uma importante colaboração com a Revista Americana de Historia Natural, fundada em 1891 por Florentino Ameghino.

## Pesquisa e magistério
Holmberg abandonou relativamente cedo o estudo das aranhas, porém abordou com entusiasmo a exploração da biodiversidade argentina. A partir de 1881, explorou sistematicamente todos os biomas do país, recolhendo o resultado de suas pesquisas no monumenta trabalho  Resultados científicos, especialmente zoológicos y botánicos de los tres viajes llevados a cabo en 1881, 1882 y 1883 a la sierra de Tandil. A exploração do Chaco foi realizada  acompanhado por Ameghino, dando início a uma longa e frutífera colaboração. Realizou novas expedições científicas a Sierra de Tandil (1883), ao Chaco (1885), a Misiones (1897) e a Mendoza.

### O jardim zoológico
Em 1888, foi nomeado diretor do Jardim zoológico de Buenos Aires, dando-lhe um grande impulso em matéria de coleções e infraestrutura. Fundado durante o governoDomingo Faustino Sarmiento, o zoológico não contava ainda com um planejamento definitivo. Holmberg designou uma comissão para tal tarefa, integrada por Florentino Ameghino, Carlos Berg e Lynch Arribálzaga, a quem se deve o traçado atual quase em sua totalidade. Ocupou o cargo até 1904, quando saiu devido a desacordos com as autoridades municipais.
O prédio do jardim zoológico ficava num terreno pantanoso, cortado pelas vias da Ferrovia do Norte e ocupado em parte por um clube de tiro.  Holmberg contou com total liberdade para realizar as obras, sendo transladado o trajeto da ferrovia, o  do terreno, a diagramação do passeio e a construção dos pavilhões; sendo sua ideia de projetá-los de acordo com a arquitetura de sua região de origem, construindo fantásticos alojamentos de grande valor arquitetônico. O maior deles não conseguiu terminar durante o seu mandato, tratava-se do templo hindú destinado a alojar os elefantes, réplica desenhada por Vicente Cestari do Templo da Deusa Nimaschi de Mumbai.
Com a ideia de produzir uma fonte de formação zoológica, Holmberg adquiriu espécies européias, africanas e asiáticas para complementar a rica fauna do interior do país. Implementou mudanças no trato e alimentação das feras, melhorou a visibilidade destes para o público, e alentou o papel de difusão científica do Jardim como prioridade em relação a função puramente recreativa; dotou de guias ilustradas, catálogos e planos com informação taxonômica, e editou a Revista del Jardín Zoológico, com grande quantidade de material original. De publicação mensal, colaboraram na sua edição Ameghino, Juan Bautista Ambrosetti e Lynch Arribálzaga, além do próprio  Holmberg, entre outros destacados cientistas.

### Atividade universitaria
Holmberg lecionou história natural na Escola Normal de Professores e na Faculdade de Ciências Exatas, Físicas e Naturais na UBA, assim como física e química. Foi eleito membro da Academia da Faculdade Ciências Físico-Matemáticas em 12 de julho de 1890. Criou o Laboratório de História Natural da UBA  e foi o primeiro argentino a dirigir este departamento. Publicou numerosas obras de consultas; sua monumental La fauna y la flora, que compendiava as espécies connhecidas do país era a principal referência nessa área durante meio século, e sua  Botánica Elemental, com meio milhar de ilustrações originais, foi um texto de consulta obrigatório pelos estudantes. Sua Flora de la República Argentina assentou os princípios da 
fitogeografia do território.

### A literatura
Holmberg começou a publicar seus devaneios literários  e obras líricas em 1872; simultáneamente com suas Viajes por la Patagonia. A poesia ocupou apenas uma pequena parte de sua produção literária, destacando-se o poema Lin-Calel, sendo mais profícuo e obras narrativas; foi o fundador do gênero ficção científica no país, com a novela El viaje maravilloso del señor Nic-Nac, que apareceu em 1875. A ficção científica foi uma desculpa para  Holmberg exercer uma crítica dos costumes, a ironia moral e a especulação darwinista; nesta novela, o senhor Nic-Nac viajava à Marte de forma astral, e suas desventuras naquele planeta permitiam a Holmberg  zombar de seus contemporáneos.
Voltaria ao assunto Marte em Insomnio, de 1876, abordando uma temática fantástica em La pipa de Hoffman, especulando sobre os efeitos das drogas.  Em 1879 lançou Horacio Kalibang o los autómatas, que  foi uma obra avançada sobre a possibilidade da fabricação de robôs. Fundou também o gênero policial na Argentina publicando a sua célebre La bolsa de huesos, e traduziu para o espanhol os  Papeles póstumos del club Pickwick, de Charles Dickens, por quem sentia grande admiração. A perspectiva sociocrítica de sua literatura se fazia patente na utopia política Olimpio Pitango de Monalia, que não publicou em vida e permaneceu inédita até 1994.

## Aposentadoria
Se retirou da docência universitária em 28 de setembro de 1915, recebendo homenagens da Sociedade Científica Argentina; sua despedida foi ornada por discursos de Leopoldo Lugones e do principal discípulo de Holmberg, Cristóbal M. Hicken. A Academia Argentina de Ciências o nomeou se presidente honorário, a de Medicina lhe daria o posto de acadêmico honorário, e o Museu de História Natural o título de  "protetor". Ao completar 75 anos o Conselho Deliberativo da cidade de Buenos Aires criou um prêmio que leva seu nome.

## Obras literárias e científicas
- Viaje maravilloso del señor Nic-Nac (1975)
- La pipa de Hoffman (1876)
- Horacio Kalibang o los autómates (1879)
- Viaje por la Patagonia (1872)
- Dos partidos en lucha: fantasía científica, Editorial El Arjentino, Buenos Aires (1875).
- Resultados científicos, especialmente zoológicos y botánicos de los tres viajes llevados a cabo en 1881, 1882 y 1883 a la sierra de Tandil Actas de la Academia de Ciencias de Córdoba (1884-1886)
- Flora de la República Argentina (1895)
- La bolsa de huesos Buenos Aires (1896)
- Olimpio Pitango de Monalia: edición príncipe, Editorial Solar, Buenos Aires (1991).
- Cuentos fantásticos, Editorial Edicial, Buenos Aires (1994)
- El rui señor y el artista
- Insomnio
- Boceto de un alma in pena
- El tipo más original
- Umbra
- La casa endiablada
- Botanica Elemental

Era um apaixonado pela Literatura, escrevendo textos fictícios, humorísticos e poesias.